# Marco Ballini
Marco Ballini, in thailandese มาร์โค บัลลินี (Bologna, 12 giugno 1998), è un calciatore italiano naturalizzato thailandese, difensore del BG Pathum Utd e della nazionale thailandese.

## Biografia
È nato a Bologna da padre italiano e madre thailandese proveniente dalla provincia di Udon Thani.

## Caratteristiche tecniche
Gioca come difensore centrale.

## Carriera

### Club
Cresciuto nel settore giovanile del Cesena, nell'estate del 2017 ha firmato un contratto con l'Alfonsine in Eccellenza ma dopo soli sei mesi si è trasferito in Thailandia al Chainat. Ha fatto il suo esordio il 25 aprile nell'incontro di Thai League 1 vinto 2-1 contro il Port ed ha segnato il suo primo gol il 16 settembre nella partita persa 2-1 contro il Ratchaburi. Nell'estate del 2019 è stato acquistato dal Muangthong Utd con cui ha tuttavia trovato poco spazio.
Nel 2022 ha cambiato nuovamente squadra passando al Chiangrai Utd, con cui ha disputato due stagioni in massima divisione. Nel 2024 si è trasferito BG Pathum Utd, altro club della prima divisione thailandese.

### Nazionale
Ha giocato con le nazionali giovanili thailandesi Under-21 ed Under-23.
Il 4 giugno 2025 ha esordito con la nazionale maggiore thailandese disputando da titolare l'amichevole vinta 2-0 contro l'India.

## Statistiche

### Presenze e reti nei club
Statistiche aggiornate al 5 giugno 2025.
| Stagione              | Squadra               | Campionato            | Campionato | Campionato | Coppe nazionali | Coppe nazionali | Coppe nazionali | Coppe continentali | Coppe continentali | Coppe continentali | Altre coppe | Altre coppe | Altre coppe | Totale | Totale | Totale |
| Stagione              | Squadra               | Comp                  | Pres       | Reti       | Comp            | Pres            | Reti            | Comp               | Pres               | Reti               | Comp        | Pres        | Reti        | Pres   | Reti   |        |
| --------------------- | --------------------- | --------------------- | ---------- | ---------- | --------------- | --------------- | --------------- | ------------------ | ------------------ | ------------------ | ----------- | ----------- | ----------- | ------ | ------ | ------ |
| 2018                  | Chainat               | TL                    | 16         | 1          | CT+CdL          | 0+1             | 0               | -                  | -                  | -                  | -           | -           | -           | 17     | 1      |        |
| 2019                  | Chainat               | TL                    | 4          | 0          | CT+CdL          | 0+1             | 0               | -                  | -                  | -                  | -           | -           | -           | 5      | 0      |        |
| Totale Chainat        | Totale Chainat        | Totale Chainat        | 20         | 1          |                 | 2               | 0               |                    | -                  | -                  |             | -           | -           | 22     | 1      |        |
| 2019                  | Muangthong Utd        | TL                    | 3          | 0          | CT+CdL          | 0               | 0               | -                  | -                  | -                  | -           | -           | -           | 3      | 0      |        |
| 2020-2021             | Muangthong Utd        | TL                    | 4          | 0          | CT              | 0               | 0               | -                  | -                  | -                  | -           | -           | -           | 4      | 0      |        |
| 2021-2022             | Muangthong Utd        | TL                    | 8          | 0          | CT+CdL          | 3+0             | 0               | -                  | -                  | -                  | -           | -           | -           | 11     | 0      |        |
| Totale Muangthong Utd | Totale Muangthong Utd | Totale Muangthong Utd | 15         | 0          |                 | 3               | 0               |                    | -                  | -                  |             | -           | -           | 18     | 0      |        |
| 2022-2023             | Chiangrai Utd         | TL                    | 6          | 0          | CT+CdL          | 2+1             | 0               | -                  | -                  | -                  | -           | -           | -           | 9      | 0      |        |
| 2023-2024             | Chiangrai Utd         | TL                    | 17         | 1          | CT+CdL          | 1+3             | 0               | -                  | -                  | -                  | -           | -           | -           | 21     | 1      |        |
| Totale Chiangrai Utd  | Totale Chiangrai Utd  | Totale Chiangrai Utd  | 23         | 1          |                 | 7               | 0               |                    | -                  | -                  |             | -           | -           | 30     | 1      |        |
| 2024-2025             | BG Pathum Utd         | TL                    | 15         | 0          | CT+CdL          | 4+2             | 2+0             | -                  | -                  | -                  | ACC         | 6           | 0           | 27     | 2      |        |
| Totale carriera       | Totale carriera       | Totale carriera       | 73         | 2          |                 | 18              | 2               |                    | -                  | -                  |             | 6           | 0           | 97     | 4      |        |

### Cronologia presenze e reti in nazionale
| Cronologia completa delle presenze e delle reti in nazionale ― Thailandia | Cronologia completa delle presenze e delle reti in nazionale ― Thailandia | Cronologia completa delle presenze e delle reti in nazionale ― Thailandia | Cronologia completa delle presenze e delle reti in nazionale ― Thailandia | Cronologia completa delle presenze e delle reti in nazionale ― Thailandia | Cronologia completa delle presenze e delle reti in nazionale ― Thailandia | Cronologia completa delle presenze e delle reti in nazionale ― Thailandia | Cronologia completa delle presenze e delle reti in nazionale ― Thailandia |
| Data                                                                      | Città                                                                     | In casa                                                                   | Risultato                                                                 | Ospiti                                                                    | Competizione                                                              | Reti                                                                      | Note                                                                      |
| ------------------------------------------------------------------------- | ------------------------------------------------------------------------- | ------------------------------------------------------------------------- | ------------------------------------------------------------------------- | ------------------------------------------------------------------------- | ------------------------------------------------------------------------- | ------------------------------------------------------------------------- | ------------------------------------------------------------------------- |
| 4-6-2025                                                                  | Rangsit                                                                   | Thailandia                                                                | 2 – 0                                                                     | India                                                                     | Amichevole                                                                | -                                                                         | 74’                                                                       |
| Totale                                                                    |                                                                           | Presenze                                                                  | 1                                                                         |                                                                           | Reti                                                                      | 0                                                                         |                                                                           |